# رابرت زی‌دار
رابرت جی. زدارسکی (انگلیسی: Robert J. Zdarsky؛ ۳ ژوئن ۱۹۵۰ – ۳۰ مارس ۲۰۱۵) که با نام هنری رابرت زی‌دار (انگلیسی: Robert Z'Dar) شهرت دارد، هنرپیشه و تهیه‌کنندهٔ اهل ایالات متحده آمریکا بود که بیشتر برای ایفای نقش افسر مَت کُردِل در فیلم ترسناکِ پلیس دیوانه و دو دنبالهٔ آن، شناخته شده‌است. او همچنین در فیلم گیلاس ۲۰۰۰ بازی کرده است.
وی از جملهٔ بازیگران پرکار به‌شمار می‌رود زی‌دار در ۱۲۱ فیلم و اپیزود تلویزیونی در طی فعالیت حرفه‌ای ۲۹ سالهٔ خود ظاهر شد.
او در شیکاگوی ایلینوی به دنیا آمد. پس از پایان دبیرستان در همان‌جا در دانشگاه ایالتی آریزونا ادامهٔ تحصیل داد و مدرک کارشناسی هنرهای زیبا را دریافت کرد. سپس به شیکاگو بازگشت و مدتی را به عنوان افسر پلیس شیکاگو، عضو گروه نوا اکسپرس (انگلیسی: band Nova Express) و دیگر فعالیت‌ها مشغول شد.
او که برای درد قفسه سینه در بیمارستان بستری شد، دچار ایست قلبی گردید و در ۳۰ مارس سال ۲۰۱۵، در سن ۶۴ سالگی پس از یک ماه بستری در بیمارستان درگذشت.